# ماكس مارتن
مارتن كارل ساندبيرغ (بالسويدية: Max Martin)‏ هو منتج موسيقي وكاتب أغاني سويدي ولد في يوم 26 فبراير 1971 في مدينة ستوكهولم عاصمة السويد، وقد إشترك في عدة أعمال موسيقية مع مغنين وفرق مشهورة مثل بريتني سبيرز وباكستريت بويز وإن سينك وكيلي كلاركسون وكاتي بيري ومارون 5 وتايلور سويفت وإيلي غولدنغ وذا ويكند وليلى كاي وأديل وتوف لو.

## روابط خارجية
- ماكس مارتن على موقع IMDb (الإنجليزية)
- ماكس مارتن على موقع الموسوعة البريطانية (الإنجليزية)
- ماكس مارتن على موقع ميوزك برينز (الإنجليزية)
- ماكس مارتن على موقع أول ميوزيك (الإنجليزية)
- ماكس مارتن على موقع ديسكوغز (الإنجليزية)
- ماكس مارتن على موقع ديسكوغز (الإنجليزية)
- ماكس مارتن على موقع قاعدة بيانات الفيلم (الإنجليزية)